# Jorge Allen
Pas d'image ? Cliquez ici

a Compétitions nationales et continentales officielles uniquement.

b Matchs officiels uniquement.
Dernière mise à jour le 11 août 2009.
Jorge G. Allen, né le 12 juillet 1956 à Vicente López (Argentine), est un joueur de rugby argentin, évoluant au poste de troisième ligne aile.

## Carrière

### Clubs successifs
- Club Atlético San Isidro
- Natal Sharks (1982-1983)
- L'Aquila Rugby
- Club Atlético San Isidro

### Equipe nationale
Jorge Allen a connu 25 sélections internationales en équipe d'Argentine, il fait ses débuts  le 3 octobre 1981 contre l'équipe du Canada. Sa dernière apparition comme Puma a lieu le 8 novembre 1989 contre les États-Unis.

## Palmarès
- 3 Championnats d'Amerique du Sud (1985, 1987 et 1989) avec l'équipe d'Argentine

### Sélections nationales
- 25 sélections en équipe d'Argentine dont 5 fois capitaine
- Nombre de sélections par année : 1 en 1981, 5 en 1985, 4 en 1986, 6 en 1987, 4 en 1988, 5 en 1989

- Participation à la Coupe du monde de rugby 1987 : 3 matchs disputés comme titulaire.